# Gransjön (Hällesjö socken, Jämtland)
Gransjön är en sjö i Bräcke kommun i Jämtland och ingår i Ljungans huvudavrinningsområde. Sjön är 8,1 meter djup, har en yta på 0,739 kvadratkilometer och är belägen 269,9 meter över havet. Sjön avvattnas av vattendraget Ljungån.

## Delavrinningsområde
Gransjön ingår i det delavrinningsområde (698226-152085) som SMHI kallar för Utloppet av Gransjön. Medelhöjden är 349 meter över havet och ytan är 10,72 kvadratkilometer. Räknas de 51 avrinningsområdena uppströms in blir den ackumulerade arean 405,99 kvadratkilometer. Ljungån som avvattnar avrinningsområdet har biflödesordning 3, vilket innebär att vattnet flödar genom totalt 3 vattendrag innan det når havet efter 139 kilometer. Avrinningsområdet består mestadels av skog (83 procent). Avrinningsområdet har 0,74 kvadratkilometer vattenytor vilket ger det en sjöprocent på 6,9 procent.